# Il barbiere di Siviglia (Paisiello)
Pour les articles homonymes, voir Le Barbier de Séville (homonymie).
Il barbiere di Siviglia, ovvero La precauzione inutile (Le Barbier de Séville, ou La Précaution inutile) est un opéra-comique de Giovanni Paisiello sur un livret de Giuseppe Petrosellini, même si son nom n'est pas identifié sur la page de titre de la partition.
L'opéra a été créé le 26 septembre 1782 au théâtre de l'Ermitage, pour la Cour impériale de Saint-Pétersbourg. Il a été adapté de la pièce de 1775 Le Barbier de Séville de Beaumarchais. Le titre complet de l'opéra se lit comme suit : Il barbiere di Siviglia, ovvero La Precauzione inutile, dramma giocoso per musica tradotto liberamente dal francese, da rappresentarsi nel Teatro Imperiale del corte, l'anno 1782 (trad. : Le Barbier de Séville, ou La Précaution inutile, drame comique avec musique librement traduite du français, présenté au Théâtre de la Cour Impériale, l'année 1782).
L'histoire suit essentiellement la pièce originale de Beaumarchais et traduit à certains endroits directement des chansons et des dialogues. Les intrigues des versions de Paisiello et de Rossini se ressemblent beaucoup, avec de subtiles différences.

## Historique des représentations
Plusieurs adaptations musicales du barbiere di Siviglia sont antérieures à la version de Paisiello, mais l'opéra-comique de Paisiello est le premier à connaître un large succès. Il est ensuite joué dans plusieurs villes dans les années qui suivirent immédiatement sa première, notamment à Vienne, où Il barbiere est joué en italien et en allemand dans cinq salles de 1783 à 1804 et connut près de 100 représentations, à Naples (1783), Varsovie, Prague, Versailles (1784), Cassel en Hesse, Pressbourg, Mannheim (1785), Liège, Cologne (1786), Madrid et Barcelone (1787). Pour la production de 1787 à Naples au Teatro dei Fiorentini, l'opéra est réduit à trois actes et Pasiello écrivit trois nouveaux numéros : "La carta che bramate" pour Rosina, "Serena il bel sembiante" pour Almaviva et un finale pour le premier acte. En 1788, l'opéra fut donné à Berlin, suivi de Londres et de Paris (1789), Lisbonne (1791), Bruxelles (1793) Stockholm (1797) et La Nouvelle-Orléans (1801).
En 1789, Mozart dédia l'air "Schon lacht der holde Frühling" (K. 580) à sa belle-sœur Josepha Hofer en remplacement de l'air original de l'acte 3 de Rosina ("Già riede primavera"). Bien qu'il ne lui manque que la ritournelle finale, l'orchestration incomplète suggère qu'elle n'a jamais été utilisée.
L'opéra s'est avéré être le plus grand succès de Paisiello. Même après la première tumultueuse de la propre version de Rossini en 1816, la version de Paisiello a continué à être plus populaire en comparaison. Mais avec le temps, cette situation a changé. À mesure que la version de Rossini gagnait en popularité, celle de Paisiello diminuait en parallèle, au point de disparaître du répertoire.
La version de Paisiello a connu un renouveau au cours des années suivantes, notamment à Paris (1868) ; Turin (1875) ; Berlin (1913) ; et Monte-Carlo (1918). En 2005, le Bampton Classical Opera a donné des représentations de l'opéra de Paisiello en anglais.

## Rôles
| Rôle                                                   | Voix         | Première, 26 septembre 1782 |
| ------------------------------------------------------ | ------------ | --------------------------- |
| Comte Almaviva                                         | ténor        | Guglielmo Jermolli          |
| Rosina                                                 | soprano      | Anna Davia de Bernucci (it) |
| Don Bartolo                                            | Basse bouffe | Baldassare Marchetti        |
| Figaro                                                 | baryton      | Giovanni Battista Brocchi   |
| Don Basilio                                            | Basse bouffe | Luigi Pagnanelli            |
| Giovinetto                                             | ténor        |                             |
| Svegliato                                              | basse        |                             |
| Notaire                                                | basse        |                             |
| Warden                                                 | ténor        |                             |
| Quatuors d'Alguazili (agents de police) et domestiques |              |                             |

## Enregistrements
- Mercure SR 2-9010 : Graziella Sciutti, Nicola Monti, Rolando Panerai, Renato Capecchi, Mario Petri ; Virtuosi di Roma ; Renato Fasano, chef d'orchestre. Enregistré au Teatro Grande di Brescia, du 6 au 15 août 1959[6]
- Hungaroton SLPD MZS-27 : Dénes Gulyas, Krisztina Laki, József Gregor, István Gáti, Sándor Sólyom-Nagy, Csaba Réti, Miklós Mersei, Gábor Vághelyi, Attila Fülöp ; Orchestre d'État hongrois ; Ádám Fischer, chef d'orchestre. 1985[2]
- Frequenz 3-DAE : Lella Cuberli, Piero Visconti, Alessandro Corbelli, Enzo Dara, Delfo Menicucci ; Orchestre Philharmonique Roumain ; Bruno Campanella, chef d'orchestre. Enregistré au Festival della Valle d'Itria, Martina Franca, 22-26 juillet 1982
- Dynamic S417 : Stefano Consolini, Pietro Spagnoli, Anna Maria Dell'Oste, Angelo Nardinocchi, Luciano Di Pasquale ; Orchestra del Teatro Lirico G.Verdi di Trieste; Giuliano Carella, chef d'orchestre, 2000

## Dans la culture populaire
- La sérénade du comte "Saper bramate" est utilisée dans le film d'époque de Stanley Kubrick, Barry Lyndon (1975)[7].

## Lectures complémentaires
- Amanda Holden (éd.), The New Penguin Opera Guide, New York : Penguin Putnam, 2001  (ISBN 0-14-029312-4)
- Gordana Lazarevich, Barbiere di Siviglia, Il (i), dans Stanley Sadie (éd.), The New Grove Dictionary of Opera, New York : Grove (Oxford University Press), 1997, I, pp. 309-311  (ISBN 978-0-19-522186-2)